# Cheval en Azerbaïdjan
L'histoire du cheval en Azerbaïdjan est très ancienne, l'élevage de l'animal étant pratiqué depuis la plus haute Antiquité. Le cheval de race Garabakh est considéré comme un symbole national. Le tchogvan, jeu équestre traditionnel de l'Azerbaïdjan, a été reconnu comme un patrimoine culturel de l'humanité.

## Histoire
Les Urartiens qui installent des campements militaires et colonisent l'actuel Azerbaïdjan iranien pratiquent l'élevage équin, comme le démontrent des restes de structure d'écurie et des ossements retrouvés à Bastam. La région de Zamua semble avoir été une région d'élevage importante, fournissant entre autres la cavalerie Assyrienne.
La reine d'Angleterre a reçu un cheval Karabakh de la part de l'Azerbaïdjan comme cadeau diplomatique, en 1956. Du 10 au 13 mai 2012, un spectacle organisé par la fédération équestre de l’Azerbaïdjan avec des chevaux Karabakh a été donné pour ses 60 ans de règne au château de Windsor, avec un vif succès.

## Élevage
Comme les bovins et les ovins, le cheval joue un rôle important dans l'économie de l'Azerbaïdjan. En 2012, la population chevaline du pays est estimée à une médiane de 70 599 têtes dans l'ouvrage de référence Equine Science, ce qui représente 0,12 % de la population chevaline mondiale.
La base de données DAD-IS répertorie 5 races de chevaux élevées actuellement ou par le passé en Azerbaïdjan : le Dilbaz, le Garabakh, le Guba, le cheval du bas-Caucase (qui semble être un doublon du Karabakh) et le Shirvan.
L'étude de CAB International (2016) distingue quant à elle le Deliboz, le Karabakh (dont Guba) et le « cheval d'Azerbaïdjan ». Le guide Delachaux cite le Guba, le Karabakh, le Deliboz et le Shirvan.

## Pratiques
En décembre 2013, le tchogvan, un jeu équestre traditionnel de l'Azerbaïdjan, a été reconnu comme patrimoine culturel de l'humanité. Le tchogvan devant se pratiquer sur le dos d'un cheval Karabakh, la reconnaissance du jeu inclut celle de la race.

## Aspects culturel
La culture locale a toujours laissé une large place au cheval, considéré comme un symbole d'honneur, d'héroïsme et de victoire. Les représentations du cheval dans l'Art du pays reflètent cette place de choix qu'il occupe dans la vie quotidienne.  Le palais des Khans de Chaki est décoré de nombreuses miniatures équestres.
La musique d'Azerbaïdjan mentionne elle aussi le cheval. Dans le morceau intitulé « Mon cheval-esprit », par Djahanguir Djahanguirov, chanteurs et instrumentistes recréent une image joyeuse du cheval en imitant le son d'un petit hennissement. Ce type de morceau est probablement inspiré des traditions d'Asie centrale.